# Palacio Unzué
El palacio Unzué, también conocido como Quinta Unzué, fue la residencia presidencial argentina durante la presidencia de Juan Domingo Perón (1946-1955), y se transformó en un lugar de peregrinación y culto luego de la muerte de Eva Perón en 1952. El grado de simbolismo que tomó el edificio fue tal, que luego del golpe militar que derrocó a Perón en 1955, los dictadores que tomaron el poder ordenaron su demolición total, para borrar todo rastro de sus últimos ocupantes.
La residencia ocupaba un amplio terreno en Buenos Aires de casi tres manzanas de superficie con jardines arbolados, entre Avenida del Libertador, Austria, Agüero y Avenida Las Heras. En su predio se construyó, entre 1962 y 1992, la actual Biblioteca Nacional de la República Argentina.
Producida la Revolución Libertadora, un tiempo después del episodio que terminó con Perón exiliado en Paraguay, la residencia fue abierta la público y se pudo acceder a sus interiores y observar prendas, joyas de la Sra de Perón, utensilios personales; accediendo a un gran playón trasero se encontraba un vehículo Cadillac regalado al expresidente.

## Historia
La historia del Palacio Unzué está documentada a partir de fines del gobierno de Juan Manuel de Rosas (1835-1852), cuando tres ingleses habrían comprado los terrenos para construir allí una casa de veraneo. La propiedad fue habitada durante algunos años por el político rosista Manuel de Arrotea y su mujer, Josefa Vivot. En 1855 el predio pasó a manos de Mariano Saavedra (hijo de Cornelio Saavedra, presidente de la Primera Junta en 1810) quien construyó su propia residencia allí, en donde se celebraron numerosas reuniones mientras fue Gobernador de la Provincia de Buenos Aires. Por aquellos años, esta zona del actual barrio de Recoleta era un rincón marginal y semirrural en una Buenos Aires todavía reducida hasta la zona de la actual Avenida Callao, y era difícil acceder a la casa de Saavedra.
Entre 1883 y 1887 (según diversas fuentes), la quinta fue adquirida por el terrateniente Mariano Unzué (1836-1906) junto a su esposa Mercedes Baudrix. Este matrimonio era de gran relieve social para la época donde uno de los cargos más importantes que tuvo Mariano fue el de Presidente del Banco de La Nación. En tiempos de gran crecimiento de Buenos Aires e inéditas ganancias para los productores agropecuarios de familias tradicionales como los Unzué, Don Mariano pudo construir allí una gran residencia de descanso inaugurada el 17 de noviembre de 1888 donde celebró el matrimonio de su hija Elena Unzué y Alfredo Peña Lezica. Aquí su familia vivió durante las siguientes décadas, alternando con su vivienda céntrica en la calle Florida (entre Sarmiento y Corrientes).
En 1910, durante la Exposición del Centenario, el Palacio Unzué fue sede principal de la Exposición de Salud e Higiene, que mostró algunos adelantos técnicos de la época como el inodoro, nuevos sistemas cloacales e instrumental médico de vanguardia. Finalmente, luego de la Gran Depresión de 1930, el modelo agroexportador argentino se agotó definitivamente y las familias antes millonarias gracias a ese sistema perdieron sus fortunas y su poder, de tal forma que muchas debieron rematar sus grandes residencias. En el caso del Palacio Unzué, fue el Estado Nacional quien, para saldar deudas en 1937, expropió el edificio y su parque de 21.154,0345 m² con el fin de convertirlos en la residencia presidencial. En el año 1938 el presidente Roberto Marcelino Ortiz decidió fundar por decreto un «Jardín de Infancia "Mitre"», trasladándose al mismo el curso de profesorado de la materia.
El edificio debió sufrir reformas hasta el año 1942. Asimismo, sabemos por los planos guardados en el CeDIAP que hasta abril de 1942 continuaron las obras de adaptación del edificio a jardín de infancia. Sin embargo, ya llegados a diciembre de 1942 (presidencia de Ramón S. Castillo), figuran planos donde al edificio se lo destina nuevamente a residencia presidencial.
El edificio no fue utilizado por los presidentes, el primero en hacerlo sería Edelmiro Farrell (1944-1946), quien usó esporádicamente el Palacio Unzué como residencia, en épocas en que el domicilio presidencial estaba en la calle Suipacha 1034. El primer presidente en utilizarlo regularmente Juan Domingo Perón, electo en 1946, quien se instaló definitivamente en el Palacio Unzué, alejándose del centro porteño hacia este barrio arbolado y residencial, considerando que además por la Avenida Alvear (actual Av. del Libertador) tenía un rápido acceso a la Casa Rosada.

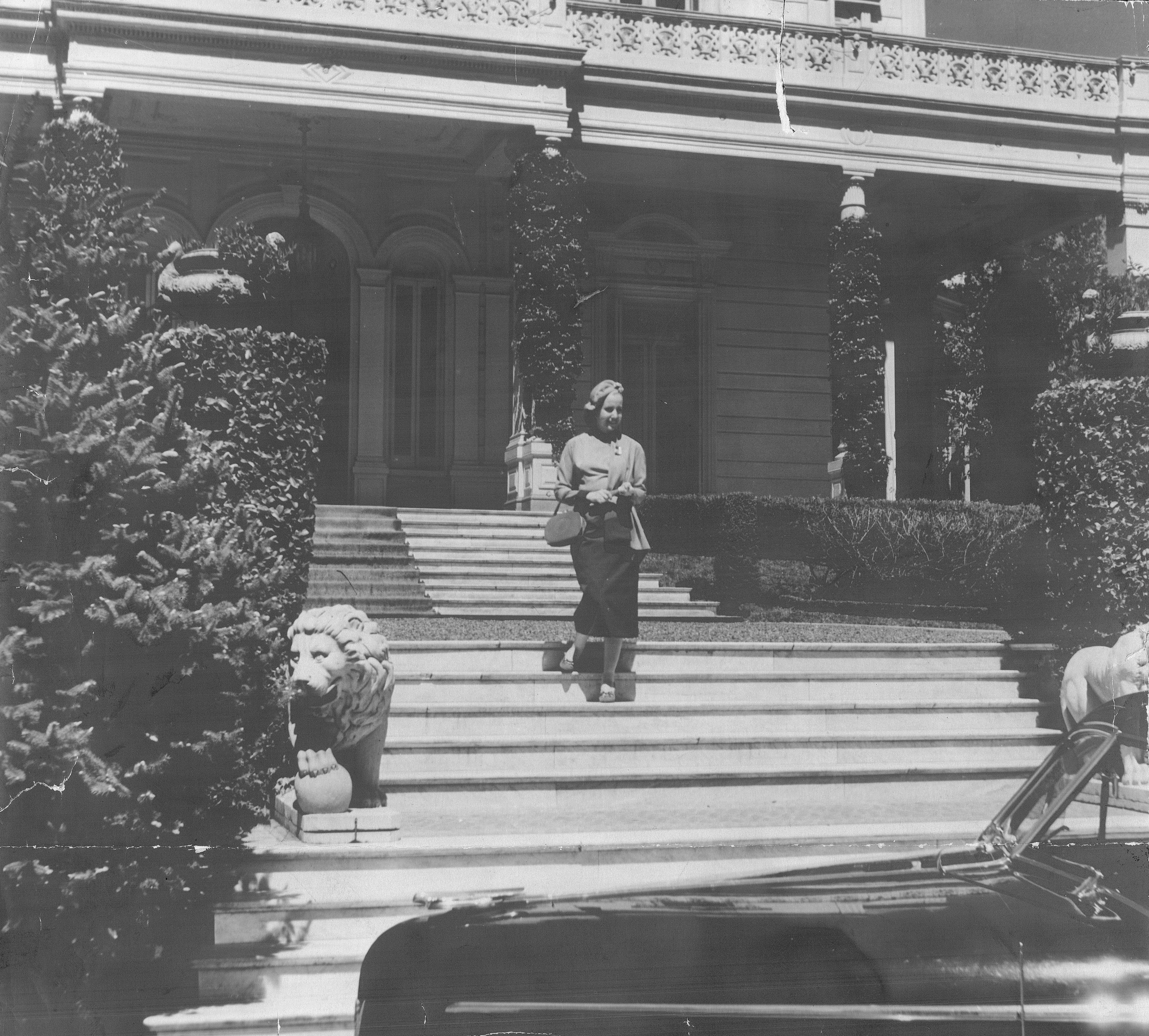
Eva Perón saliendo del Palacio Unzué en 1946.

Eva Perón trabajó en la Residencia Presidencial una vez que el cáncer que la afectaba le impidió trasladarse a sus oficinas en el Palacio de la Legislatura, donde funcionaba la Fundación con su nombre. Finalmente, agotados todos los recursos posibles para curarla, Evita falleció en el Palacio Unzué el 26 de julio de 1952. Durante su convalecencia, numerosos seguidores habían estado en vela en los portones de la residencia, dejando imágenes, velas y cartas; y luego de la muerte el lugar alcanzó proporciones místicas, mientras Perón seguía viviendo allí.
La planta baja no era demasiado utilizada. Perón y Evita se instalaron en el primer piso, donde estaba el dormitorio principal y un cuarto de huéspedes, vestidores, biblioteca, escritorio y un pequeño comedor diario, además de las dependencias de servicio y de las administrativas. La escalera de mármol tenía forma de «Y», y llevaba a las alas derecha e izquierda de la planta, que se asomaban a un balcón desde el cual podía observarse la planta baja de la mansión. También había un ascensor que se encontraba del otro lado de la casa, entre la biblioteca y el salón dorado.
Fue en esa casa donde Evita otorgaba entrevistas y donde murió, en 1952. Allí vivió Perón hasta su derrocamiento, en 1955, por la Revolución Libertadora, cuando la casa sufrió un sospechoso conato de incendio. 
El 16 de septiembre de 1955, durante los bombardeos aéreos que buscaban derrocar a Perón, uno de los artefactos explosivos fue arrojado sobre el palacio presidencial, pero cayó sobre los jardines del edificio sin destruirlo. Durante los días posteriores al golpe de Estado de 1955 la casa sufrió un incendio y saqueos. En 1956, el poder quedó en manos del General Pedro Eugenio Aramburu, dictador (que gobernó entre 1955 y 1958) y acérrimo enemigo del presidente depuesto , el cual determinó que el Palacio Unzué debería ser demolido completamente en 1958. Aramburu fue el primer gobernante argentino que utilizó la Quinta de Olivos como domicilio presidencial, función que mantuvo hasta la actualidad. [cita requerida]
Ya restablecido el orden democrático, el presidente Arturo Frondizi (1958-1962) impulsó en 1960 la construcción en el predio de la nueva Biblioteca Nacional. La Biblioteca fue concursada en 1962, y el proyecto ganador fue el de Clorindo Testa, Francisco Bullrich y Alicia Cazzaniga, sin embargo las obras se desarrollaron con inusitada lentitud, siendo recién abierto el edificio al público por el presidente Carlos Menem en 1992.
En el vestíbulo de la Biblioteca, numerosas placas de bronce recuerdan tanto a Eva Perón como a la demolición del Palacio Unzué con que se pretendió borrar una parte de la historia argentina. Una estatua con la imagen de Evita remata los jardines del edificio, sobre la esquina de Avenida del Libertador y Austria.

## Arquitectura
El Palacio Unzué era una característica residencia familiar de familia aristocrática porteña de fines del siglo XIX. Construida en la década de 1880, ostentaba el estilo academicista francés que era favorito de esa clase social por aquellos años. En un amplio terreno con jardines y una barranca que caía hacia el norte, el edificio miraba a la actual Avenida del Libertador, y estaba recostado sobre el lado de la calle Agüero, donde se encontraban las construcciones de servicio. 
En este tipo de residencias de las clases altas se solía optar por materiales de alta calidad, tales como herrajes franceses, mármoles italianos, pisos de roble y hasta instalación de agua parcialmente potabilizada mediante filtros de arena y un moderno sistema de iluminación eléctrica.
Si bien en algunas publicaciones se nombra a Carlos Thays y en otras al poeta Rubén Darío como los autores del parque, no se han encontrado documentos que certifiquen a uno o a otro. Tenía una extensión de 21.154 m² y estaba rodeado por la Avenida Libertador y las calles Austria y Agüero. Contenía numerosas especies, entre ellas Magnolias, Cedros, Araucarias, Palmeras Phoenix, Plátanos, Pinos, Castaños, Eucaliptos, Naranjos, Tipas, Álamos, Higueras, Acacias, Cipreses, Paraísos, Aguaribayes, Olivos, Jacarandás, coníferas y Gomeros. Además contaba con un lago y en los archivos del CeDIAP figura el proyecto para una pajarera. 
La fachada del edificio lucía una mansarda de pizarra (un elemento característico de la arquitectura francesa) y una galería con columnas que protegía el acceso principal y la planta baja, a la cual se accedía por una escalinata de mármol. La residencia se encontraba sobre la barranca, y para acceder a ella había que atravesar los jardines supuestamente diseñados por Rubén Darío con senderos curvos, fuentes, palmeras y faroles de hierro.
Si bien se desconoce el nombre del arquitecto que construyó el caserón en 1887, sabemos por los planos firmados a comienzos del siglo XX que la familia contrató como constructores a los arquitectos «Martín Vismara» y «A. Gonsalez» para las modificaciones del edificio. 
En el año 1942 cuando el edificio se destinó nuevamente a residencia presidencial se demolió la rampa y se construyó una escalera de pino y cedro, de formato similar a la que estaba en épocas de los Unzué, aunque de menor tamaño. También se unificaron dos ambientes para agregar una biblioteca. Los muros se recubrieron con boiseries y anaqueles realizados en nogal claro, y se instaló un gran frente de chimenea de mármol veteado. Se realizó también la separación del salón a través de un muro, decorado con dos nichos, una gran araña y apliques de cristal, y muebles franceses estilo Luis XV. 
Al ser la Quinta Unzué la residencia oficial del presidente de la Nación debía contar ésta con dependencias para alojar al Regimiento de Granaderos que está a cargo de la custodia del primer mandatario, e instalaciones para el guardado de los vehículos que lo trasladaban. Para ello se adaptaron las antiguas dependencias de servicio ubicadas detrás de la residencia como pabellones para las tropas y cochera presidencial. 
En la actualidad, los únicos restos del edificio emblemático que quedan en pie son el Instituto Juan Domingo Perón, antiguamente la casa de los mayordomos, y la Sede del Coro Polifónico Nacional de Ciegos, anteriormente el Hogar Transitorio N.º 3 de la Fundación Eva Perón, ambos ubicados sobre la calle Austria.
También podemos encontrar en la Facultad de Arquitectura, Diseño y Urbanismo, FADU, en el cuarto piso frente al Centro de Arqueología Urbana, CAU, fragmentos reales de lo que rescataron de lo que fue el Palacio Unzué. 

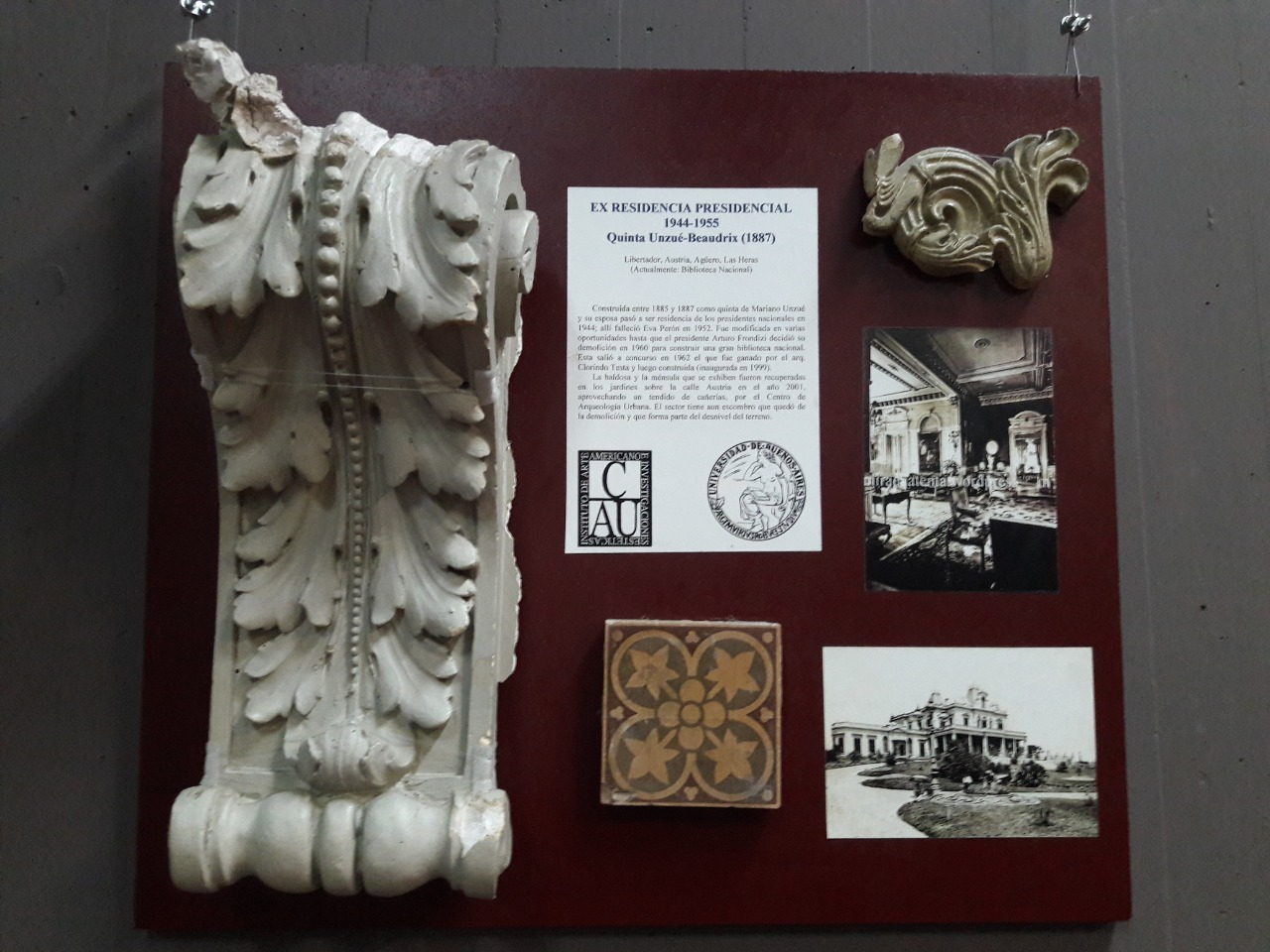
Fragmentos originales del Palacio Unzué

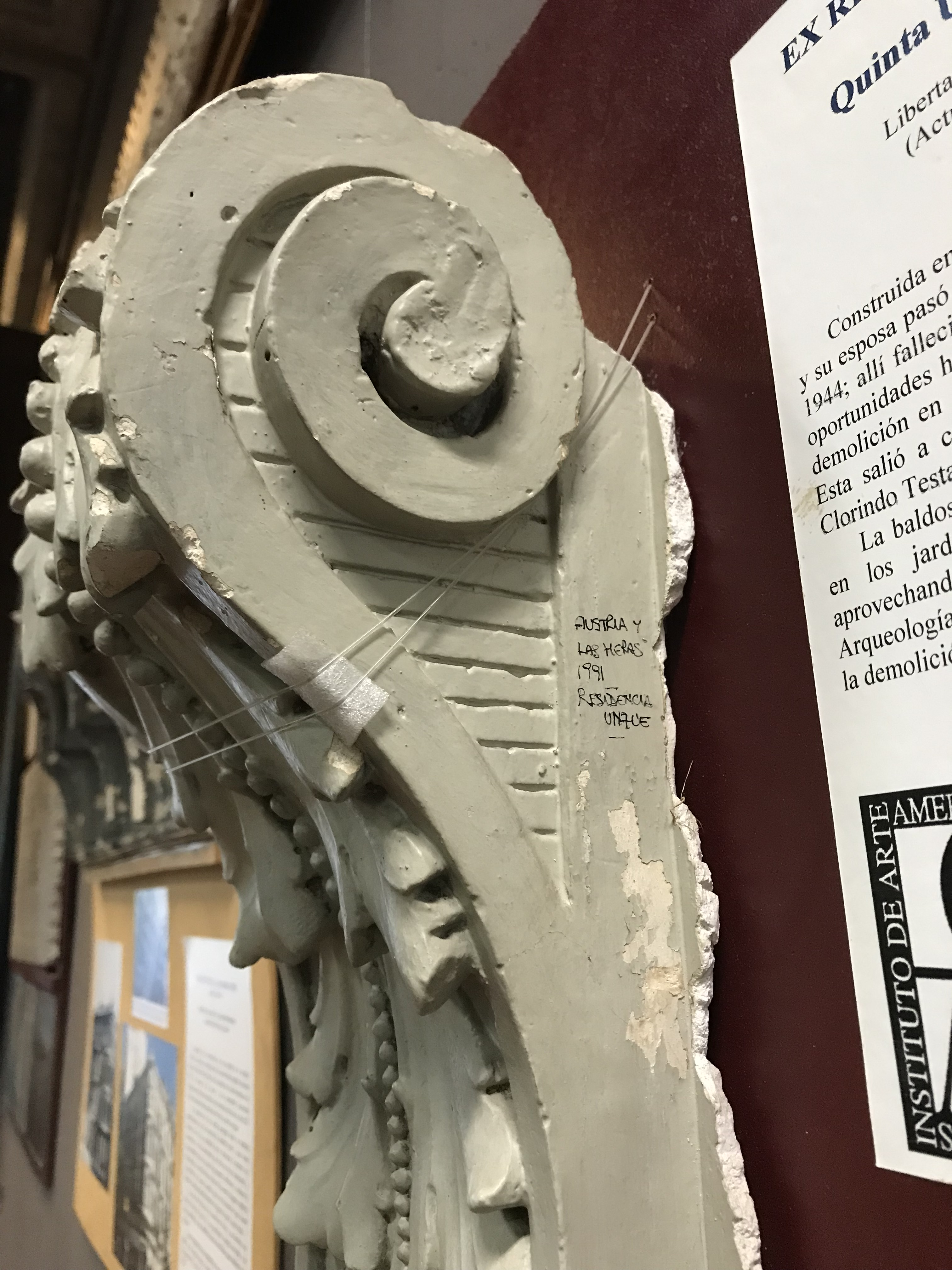
Ménsula del Palacio Unzué

A su vez, se ubica en el hall de la hemeroteca de la Biblioteca Nacional nombrado el Mirador de la Memoria, una edificación octogonal de vidrio que alberga una maqueta de dos niveles del viejo Palacio Unzué, predio de la actual Biblioteca Nacional. La obra es del artista Daniel Santoro. La idea fue propuesta por el secretario general de la Presidencia, Oscar Parrilli, y el octógono vidriado estará en un extremo de la Plaza del Lector, en Las Heras y Agüero. La maqueta de Santoro reproduce lo que a mediados del siglo XX se intentó borrar: el palacio Unzué. En la parte inferior de la maqueta está la actual Biblioteca Nacional. 

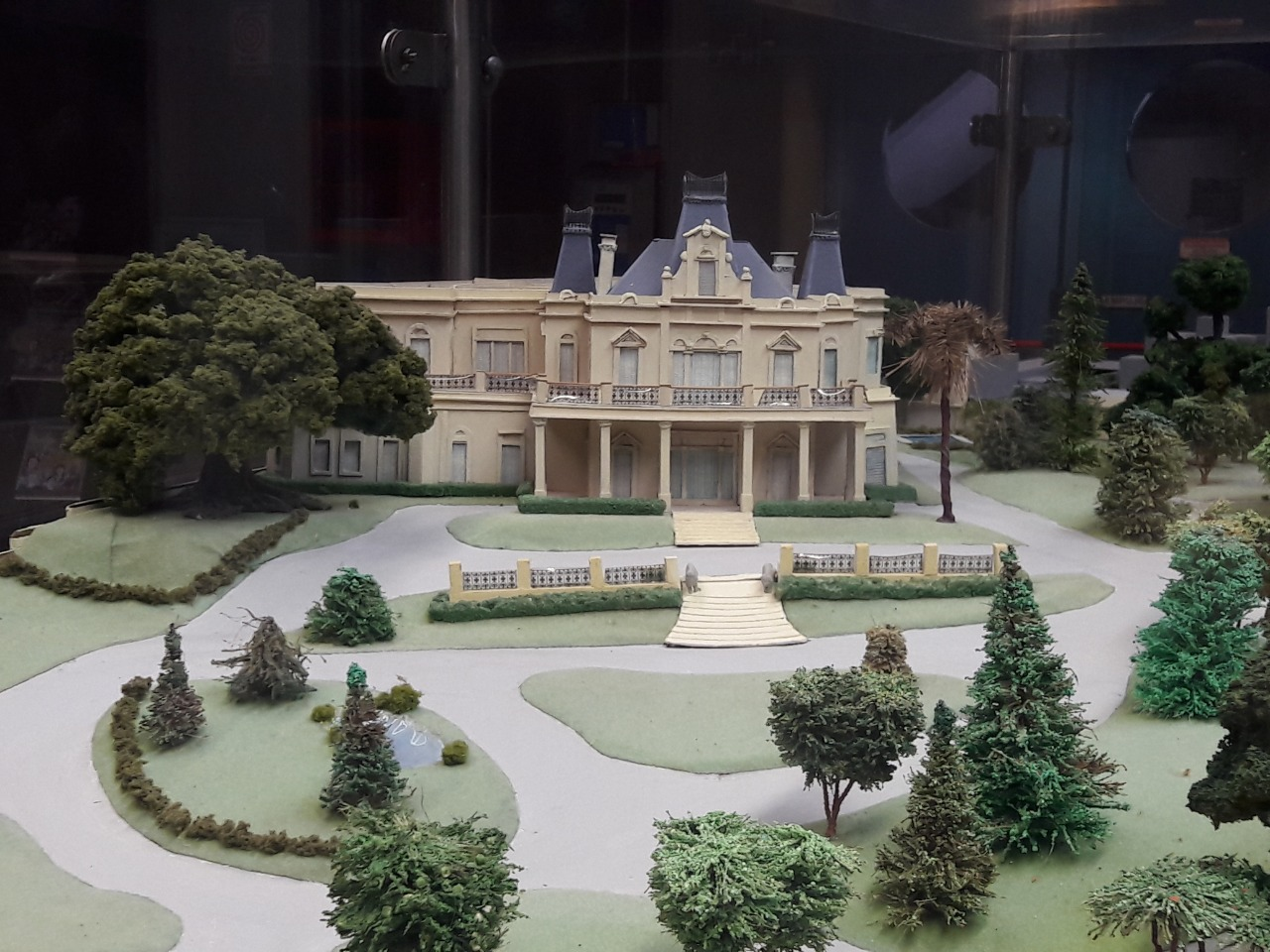
Maqueta palacio Unzué

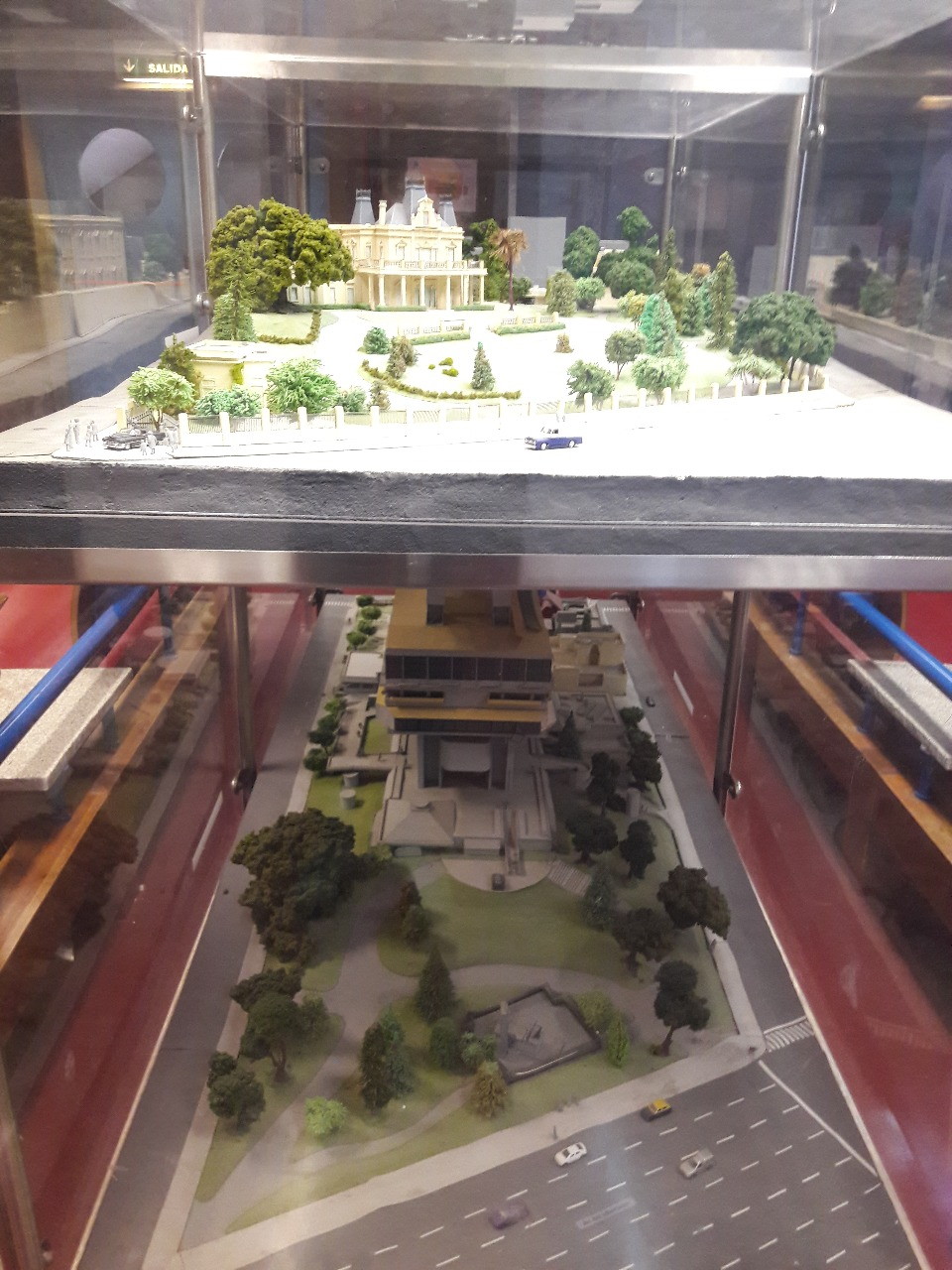
Maquetas palacio Unzué y Biblioteca Nacional